# Schuttertal

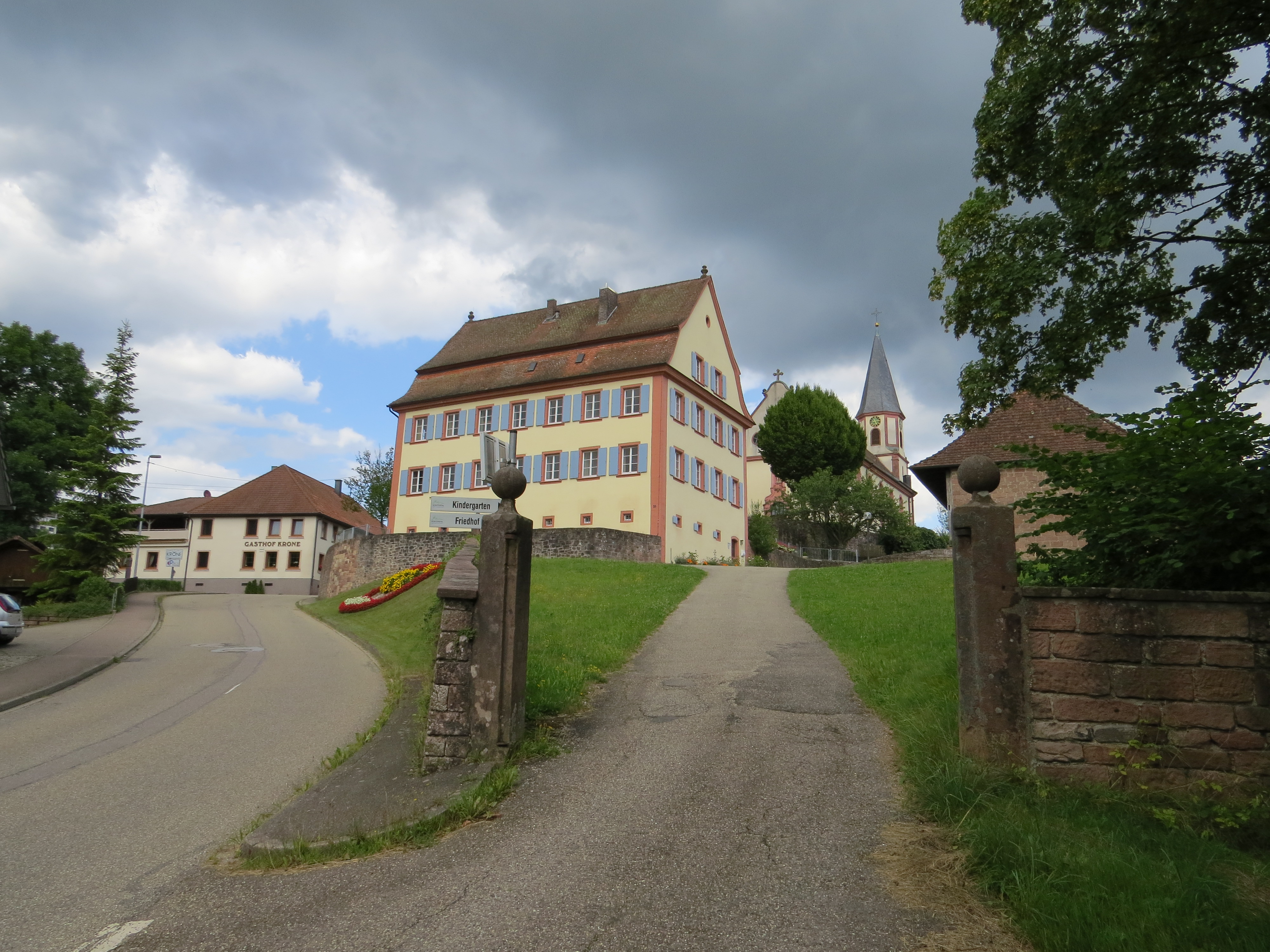
Pfarrhof in Schweighausen

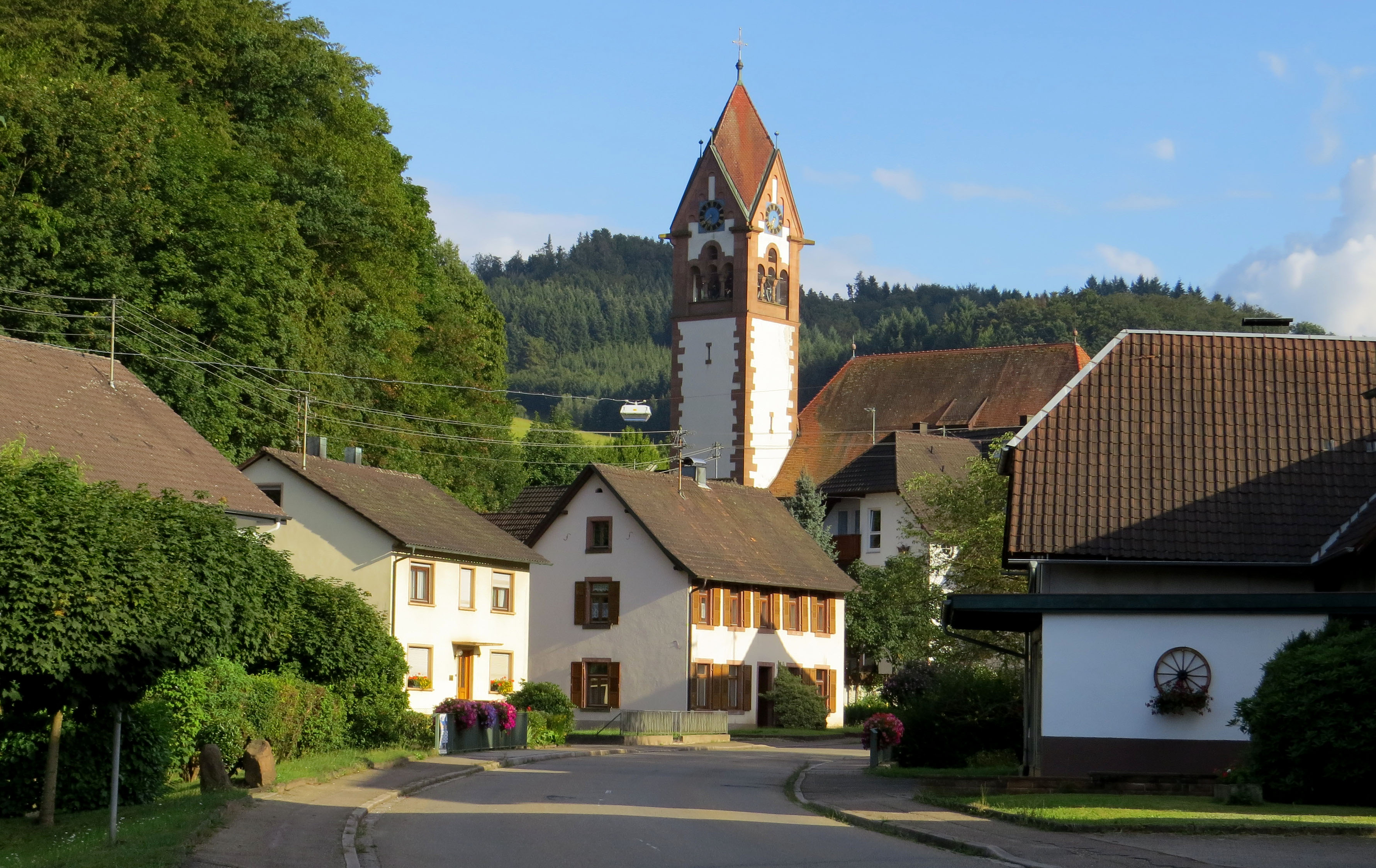
Kirche in Schuttertal

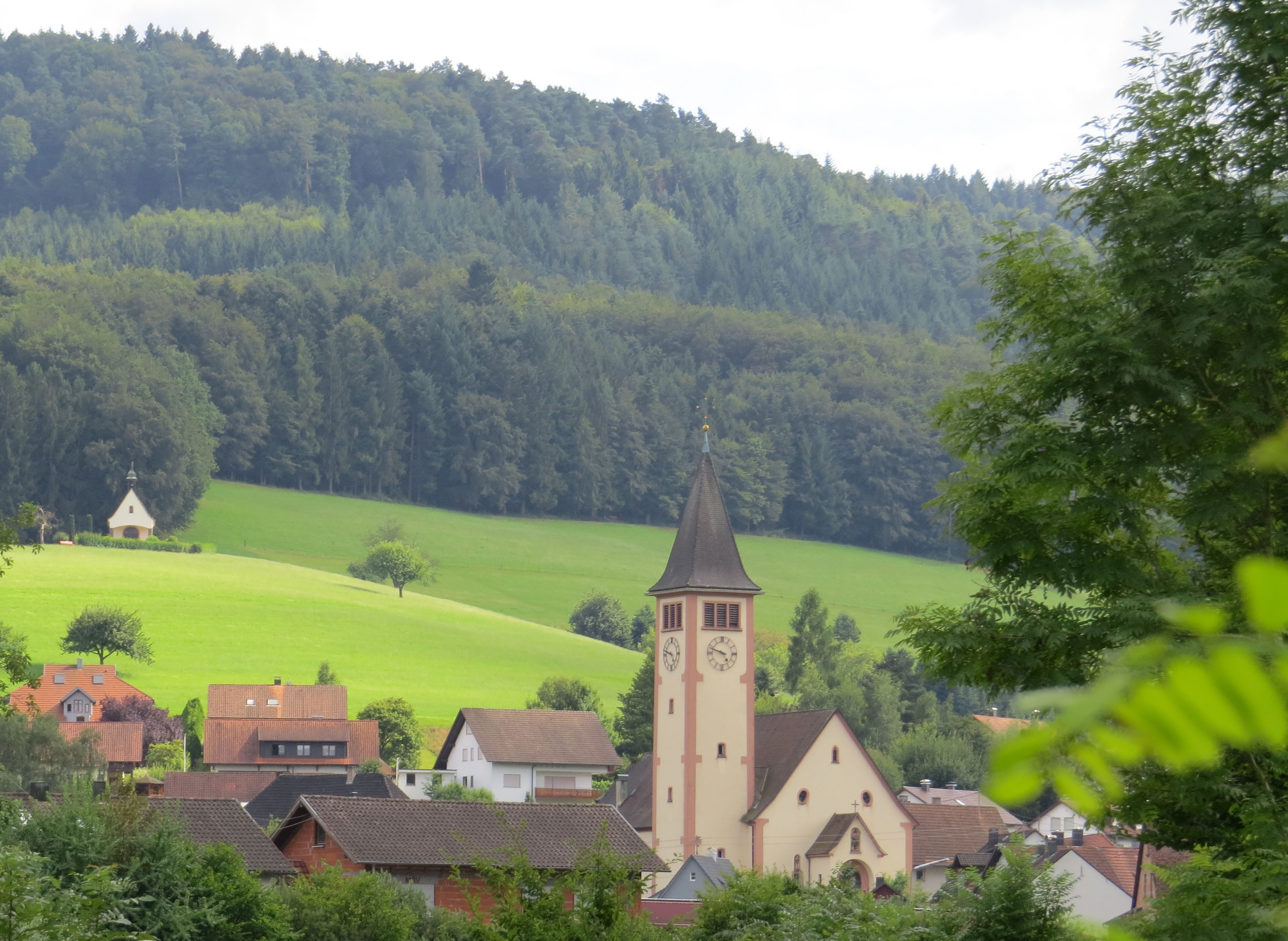
Dörlinbach von Norden

Schuttertal ist eine Gemeinde im Ortenaukreis in Baden-Württemberg.

## Geographie

### Geographische Lage
Schuttertal liegt im Tal der Schutter am Westrand des mittleren Schwarzwaldes in 250 bis 750 Meter Höhe.

### Nachbargemeinden
Die Nachbargemeinden von Schuttertal sind (im Uhrzeigersinn): Seelbach, Biberach, Steinach, Hofstetten, Biederbach, Freiamt, Kenzingen, Herbolzheim, Ettenheim, Kappel-Grafenhausen und Ringsheim.

### Gemeindegliederung
Seit der Gemeindereform 1974 besteht die Gemeinde Schuttertal aus den bis dahin selbständigen Gemeinden Schuttertal, Dörlinbach und Schweighausen. Der Verwaltungssitz der Gemeinde befindet sich im Rathaus von Dörlinbach. Zur Gemeinde Schuttertal gehören 60 Dörfer, Weiler, Zinken, Höfe und Häuser.

### Schutterquelle
Die Schutter entspringt am Hünersedel, oberhalb von Schweighausen auf 680 Meter Höhe. Von mehreren kleinen Wasserläufen aus dem Quellgrundbereich angereichert, fließt sie in westlicher Richtung durch das Loh-Tal, vereinigt sich im Bergdorf Schweighausen mit dem Geisbergbach, stürzt sich über Felsblöcke hinunter zum „Schutterwinkel“ und fließt dann nach Norden. Nach 25 Kilometern erreicht sie bei Lahr die Rheinebene und schließlich nach weiteren 30 Kilometern bei Kehl die Kinzig, die kurz danach in den Rhein mündet.
Auf ihrem Weg durch den Schwarzwald und die Rheinebene gibt der Fluss den Orten Schuttertal, Schuttern, Schutterzell und Schutterwald ihren Namen.

## Geschichte

### Bis zum 19. Jahrhundert
Während der Ortsteil Schuttertal einst, wie die benachbarte Gemeinde Seelbach, zum herrschaftlichen Einflussbereich der Herren von Geroldseck und später zur Grafschaft Hohengeroldseck gehörte, waren Dörlinbach und Schweighausen Teil des weltlichen Gebietes des Klosters Ettenheimmünster bzw. des Hochstifts Straßburg (des heutigen Erzbistums Straßburg). Dörlinbach und Schweighausen fielen 1803 an das Großherzogtum Baden, Schuttertal erst 1819.
Mitte des 19. Jahrhunderts wanderten, auf Grund von Überschwemmungen und Hungersnöten, etwa 900 Bürger aus Schuttertal, Dörlinbach und Schweighausen in die USA aus. Viele ließen sich am Ohio im südlichen Indiana nieder.

### Gemeindefusion
Seit dem 1. Januar 1973 gehörten die Gemeinden Dörlinbach, Schuttertal und Schweighausen zum neuen Ortenaukreis. Davor waren die drei Gemeinden dem Landkreis Lahr angehörig. Am 1. Januar 1974 wurden sie zur neuen Gemeinde Schuttertal zusammengeschlossen.

### Ortsteile

#### Dörlinbach

Dörlinbach ca. 1905 – alte Postkarte

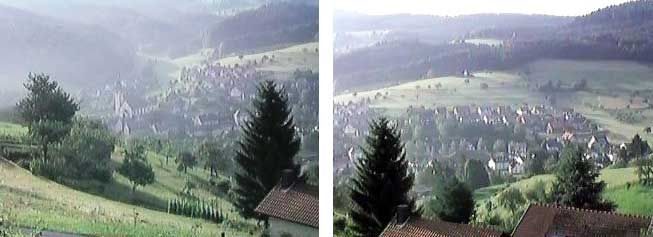
Schuttertal (Dörlinbach) Juni 1997 – Schnappschuss vom Oberrain

Erste urkundliche Erwähnung findet Dörlinbach – von Einheimischen im alemannischen Dialekt Derlebach ausgesprochen – in einer päpstlichen Bulle von 1226, in welcher dem Kloster Ettenheimmünster die verliehenen Rechte und Güter zugesichert werden. Textpassage: „Die Herrenhöfe mit Mühlen, Fischereien und allem ihrem Zubehör in Derlunbac…“
Wie aus dem Kopialbuch des Klosters Ettenheimmünster hervorgeht, wurde bereits 1132 eine Kapelle in Dörlinbach eingeweiht. Die Kapelle war etwa 800 Jahre lang einer der Mittelpunkte des Ortes, bis sie 1922 abgerissen wurde, um einem neuen Kirchenbau zu weichen.
Der allgemeinen Revision von 1745 zufolge, bestand die Gemeinde Dörlinbach zu jener Zeit aus
- Ganzen Bauern: 10
- Halben Bauern: 4
- Tagelöhnern: 19
- Hintersassen: 2

Dörlinbach wird mitunter auch als „Das Brunnendorf“ bezeichnet. Diese Betitelung geht auf eine, mehr oder minder geglückte, Marketingaktion einiger Gemeinderäte sowie des Verkehrsvereins in den achtziger und neunziger Jahren des vorigen Jahrhunderts zurück.
Man suchte nach einem zugkräftigen Beinamen für das Dorf, der die Besonderheiten des Ortes beschreiben sollte und entschied sich, mangels Alternativen, für den Titel „Das Brunnendorf“. Infolge dieser Aktion entstanden dann auch einige neue Brunnenanlagen, die Touristen zum Verweilen einluden.
Der über viele Jahrzehnte geförderte Tourismus hat auch heute immer noch einen hohen Stellenwert für die Gemeinde, nicht im Sinne absoluter Zahlen, sondern als Ziel der Gemeindeentwicklung.

#### Schuttertal
Schuttertal wurde erstmals 1270 urkundlich erwähnt. Das erste Dorfoberhaupt, welches bei der Gründung der Gemeinschaft eine zentrale Rolle spielte, war Simon von Himmelsbach. Noch heute sind viele Relikte aus dieser Zeit vorhanden und erinnern an die einstige Gründung durch Herrn Himmelsbach. Die katholische Pfarrkirche St. Antonius wurde 1907 bis 1909 im neuromanischen Stil errichtet und besitzt ein 1670 datiertes Gemälde des Kirchenpatrons, des heiligen Antonius des Großen.

#### Schweighausen
Das „Bergdorf“ Schweighausen liegt am Fuß des 727 m hohen Geisbergs und des 744 m hohen Hünersedels. Am Fuß des Hünersedels entspringt das Flüsschen Schutter, das dem Schuttertal seinen Namen gibt. Die Schutterquelle ist immer wieder eine gerne genutzte Raststation auf Wanderungen durch das Schuttertal.
Schweighausen ist außerdem bekannt für sein reges Vereins- und Dorfleben.
- St. Romanus-Kirche Schweighausen

Der Grundstein für die spätbarocke Pfarrkirche St. Romanus wurde im Jahre 1775 gelegt. Die Kirche ist dem heiligen Romanus von Rom geweiht. Bei einem Brandanschlag im Oktober 2004 wurde sie schwer beschädigt. An Pfingsten 2005 konnte sie aber mit einem feierlichen Festgottesdienst unter der Leitung des Freiburger Weihbischofs Bernd Uhl wieder bezogen werden.
- Wappen von Schweighausen

In Silber auf grünem Hügel zwei grüne Laubbäume mit schwarzem Stamm. Die beiden Laubbäume erscheinen bereits Anfang des 19. Jahrhunderts in einem runden Prägesiegel, das die Aufschrift: „Vogta Schweighausen“ trägt. Die Farben wurden auf Vorschlag des Generallandesarchivs im August 1907 angenommen.
- Chronik von Schweighausen
  - 1132: Schweighausen ist wie Dörlinbach eine Gründung des Klosters Ettenheimmünster. Siedlungsmittelpunkt und Ort der Rechtsprechung in Schweighausen ist – entsprechend der Ursprungsbedeutung von swaiga – ein Meierhof, ein Hof zur Viehzucht, um den sich nach und nach Häuser von Lehensleuten des Klosters gruppierten. Am 11. Juli 1132 wird in Schweighausen von Bischof Ulrich II. von Konstanz eine Kapelle zu Ehren des heiligen Romanus eingeweiht.
  - 1219: Die urkundlich nachweisbare Ersterwähnung des Ortsnamens Schweighausen erfolgt in einer Urkunde Rudolf I. von Üsenberg vom 16. November 1219, worin dieser das Kloster Tennenbach mit Äckern und Wiesen belehnt. Unter den Zeugen dieser Belehnung wird als Mitzeuge genannt: Cvno de Sweichusen. Mit Cvuo de Sweichusen wird erstmals in der Ortsgeschichte Schweighausens ein Angehöriger eines Ortsadels aus dem Geschlecht der Meier von Schweighausen genannt.
  - 13. und 14. Jahrhundert: die Meier von Schweighausen sind Burgvögte auf der Kirnburg in Bleichheim, die damals den Herren von Üsenberg gehörte. Schweighausen erhält durch das Benediktiner-Kloster in Ettenheimmünster ein Weistum, eine Wirtschafts- und Rechtsordnung.
  - 17. Jahrhundert: Bei den „Ettenheimer Hexenprozessen“ werden auch Frauen von Schweighausen und Dörlinbach der Hexerei angeklagt. Der Historiker des Klosters in Ettenheimmünster berichtet über die „Französischen Raubkriege“ (1672–1714) und beschreibt ausführlich, wie sich diese für Schweighausen ausgewirkt haben.
  - 18. Jahrhundert: Auf dem Geisberg, Gemarkung Schweighausen, entdecken Mineraliensammler rot und blau gebänderte Achate. Die Halbedelsteine vom Geisberg werden von der markgräflichen Hofsteinschleiferei in Karlsruhe zu Gastgeschenken für Diplomaten verarbeitet. In der Mitte des 18. Jahrhunderts verlassen mehrere Familien Schweighausen und ziehen nach Ungarn, in die Batschka und das Banat. 1775 fordern die Klosterleute von Schweighausen die Abschaffung der Leibeigenschaft, der Fronden und Feudalabgaben.
 Eindrucksvoller Akzent im Ortsbild von Schweighausen und letzte sichtbare Erinnerung an die Zeit der Zugehörigkeit zur Klosterherrschaft Ettenheimmünster ist das barocke Pfarrhofgebäude von 1754/55 und die Pfarrkirche St. Romanus von 1777. Das Gotteshaus zählt mit seiner vom Barock über Rokoko bis zum Klassizismus reichenden Innenausstattung zu den schönsten Kirchen im Schuttertal.
  - 19. Jahrhundert: Die Straße von Ettenheimmünster über den Streitberg nach Schweighausen wird 1812 ausgebaut. 1831/32 wird ein Rat- und Schulhausgebäude errichtet. Die kommunale Selbstverwaltung wird eingeführt. Als selbständige Gemeinde gehört Schweighausen zum Amtsbezirk Ettenheim. Mitte des 19. Jahrhunderts wandern viele Schweighausener nach Nordamerika aus und siedeln mehrheitlich in Quincy (Illinois), am Ufer des Mississippi. (Dokumentation der Auswanderung im Ortssippenbuch (OSB) Schweighausen.)
  - 20. Jahrhundert: 1932 wird die Geisbergstraße als Pass-Straße ausgebaut. 1952 wird die „Stanislaus-Göppert-Schule“ errichtet. Im Jahr 1974 werden Schweighausen, Schuttertal und Dörlinbach zur Einheitsgemeinde „Schuttertal“ vereinigt.

Katholisches Brauchtum – Schuttertal (Dörlinbach) 2007

## Religionen
Das Tal ist durch seine Geschichte katholisch geprägt, während angrenzende Städte und Gemeinden (z. B. Freiamt oder Lahr) überwiegend protestantischen Glaubens sind.
Das in früheren Zeiten weltlich und religiös zum Hochstift Straßburg gehörende Tal liegt heute im Erzbistum Freiburg.
Die wenigen evangelischen Gläubigen werden geistlich von Seelbach aus betreut.

## Politik

### Gemeinderat
Der Gemeinderat hat 15 Mitglieder. Die Kommunalwahl am 9. Juni 2024 brachte bei einer Wahlbeteiligung von 70,7 % folgendes Ergebnis:
| Partei          | 2024   | 2024   | 2019   | 2019   |
| Partei          | Anteil | Sitze  | Anteil | Sitze  |
| --------------- | ------ | ------ | ------ | ------ |
| CDU             | 70,4 % | 11     | 68,6 % | 10     |
| FWV             | 29,6 % | 4      | 31,4 % | 5      |
| Wahlbeteiligung | 70,7 % | 70,7 % | 68,2 % | 68,2 % |

### Bürgermeister
- 1974–2004: Bernhard Himmelsbach (CDU)
- 2004–2020: Carsten Gabbert (Grüne)
- seit 2020: Matthias Litterst (CDU)

### Wappen
Blasonierung: In Gold ein roter Balken, überdeckt von einem Krummstab in verwechselten Farben.
Das heutige Wappen der Gesamtgemeinde Schuttertal leitet sich vom Stammwappen der Herren von Geroldseck (roter Balken auf Gold) sowie von der Herrschaft des Klosters Ettenheimmünster bzw. der Straßburger Fürstbischöfe (symbolisiert durch den Krummstab) ab.
Darüber hinaus verwendet die Gemeinde ein Logo, welches eher zu Imagezwecken, auch von örtlichen Firmen und Organisationen, eingesetzt wird.

### Gemeindepatenschaft
Schuttertal hat 1974 eine Patenschaft für die Donauschwaben aus Modosch übernommen.

## Wirtschaft und Infrastruktur

### Verkehr
Durch die Orte Dörlinbach und Schuttertal führt die Landesstraße 102, die durch das Schuttertal bis nach Lahr verläuft. Sie zweigt südlich von Dörlinbach ab von der L 103, die von der Rheinebene im Westen bis ins Kinzigtal verläuft und an der der Ort Schweighausen liegt.

### Bildung
Schuttertal verfügt über eine Grundschule mit Außenstellen in Dörlinbach und Schweighausen. In allen drei Ortsteilen besteht je ein Kindergarten.

## Söhne und Töchter der Gemeinde
- Cäcilia Lauf (1760–1834), Zisterzienserin, Äbtissin von Lichtenthal
- Franz Schüssele (* 1952 in Dörlinbach), Musiker